# Brigada criminal
Brigada criminal es una película policíaca española de 1950 dirigida por Ignacio F. Iquino que, junto con Apartado de correos 1001 (Julio Salvador, 1950), está considerada pionera en el llamado comúnmente cine negro barcelonés.

## Reparto
| Actor            | Personaje        |
| ---------------- | ---------------- |
| José Suárez      | Fernando Olmos   |
| Alfonso Estela   | Óscar            |
| Manuel Gas       | inspector Lérida |
| Soledad Lence    | Celia Albéniz    |
| Pedro de Córdoba | Eduardo          |
| Barta Barri      | Mario            |
| Antonio Amaya    | Julio            |
| José Pinillo     | Gerardo          |
| Tony Castell's   | Demetrio         |
| Fernando Vallejo | taxista          |
| Carlos Ronda     | Esteban          |
| Matías Ferrer    | cajero           |
| José Soler       | comisario        |
| Maruchi Fresno   | Isabel           |
| Isabel de Castro | Susana           |
| Carlos Otero     | Alfredo          |
| Mercedes Mozart  | Julia del Campo  |

## Argumento
Fernando Olmos, un policía recién titulado, es testigo de un atraco en un banco, aunque no puede hacer nada por evitarlo. Su primer servicio es infiltrarse en un garaje como limpiacoches para atrapar a un ladrón, sin saber que el dueño del establecimiento es también el jefe de la banda de atracadores.

La película acaba con una secuencia impactante: la lucha contra los atracadores en un edificio en construcción: la Residencia Sanitaria Francisco Franco, hoy Hospital Valle de Hebrón de Barcelona. 

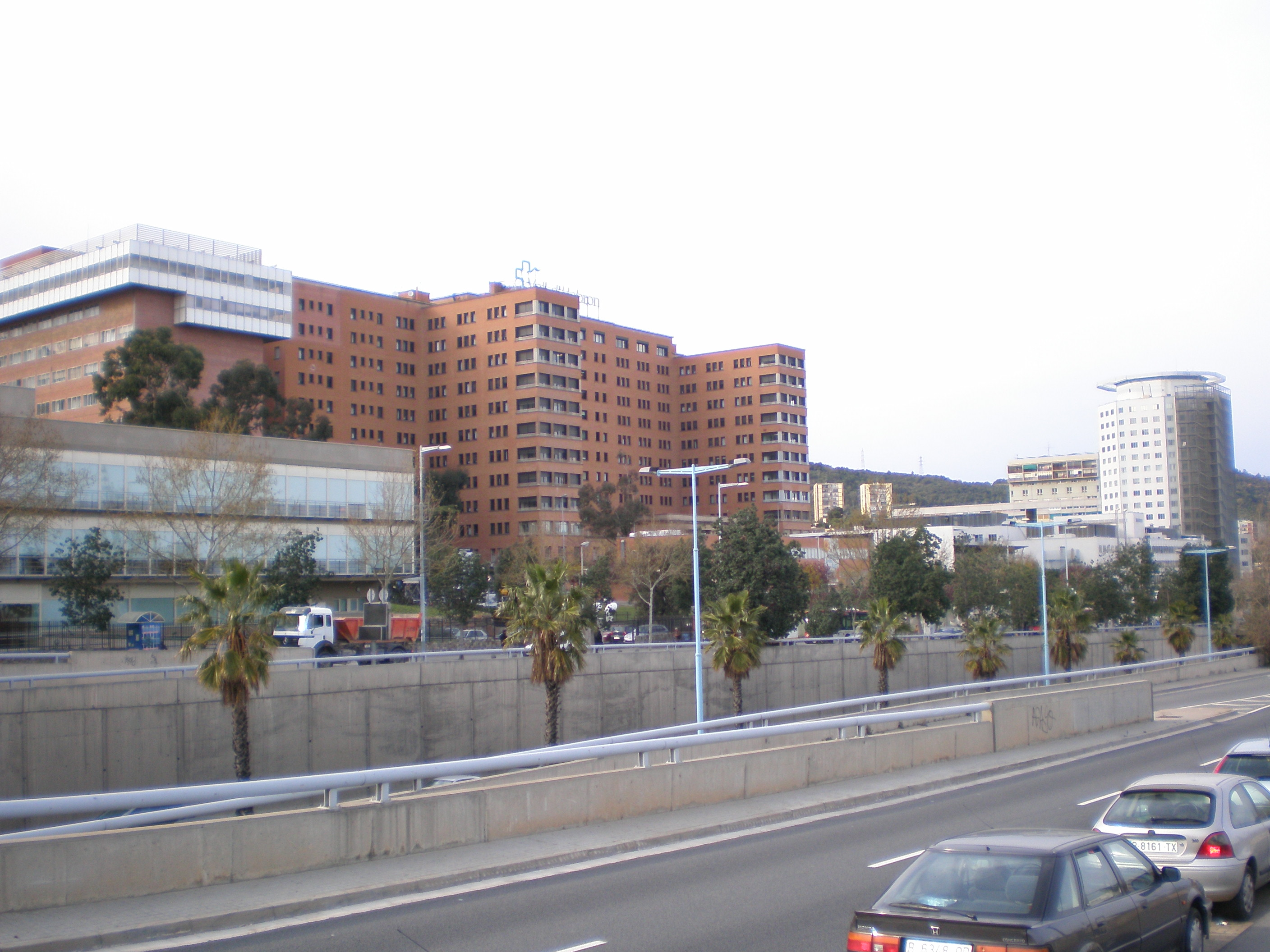
Hospital Vall Hebron

## Producción
En 1950, Ignacio Iquino, quien el año anterior había fundado su propia productora (IFI) tras dejar Emisora Films, se enteró del rodaje por parte de esta de una película policíaca (Apartado de correos 1001). Entonces emprendió la filmación de Brigada criminal, película de similares características (temática policíaca, exaltación de la labor de la policía, rodaje en escenarios reales). 
Hablando de la génesis de la película, el director declaró a la revista Primer plano:

Mi propósito de realizar esta película nació con la idea de darle a José Suárez, que tenía contratado por algún tiempo y en cuyas grandes posibilidades de llegar a ser uno de los primerísimos galanes de nuestro cine creí siempre ciegamente, un tema adecuado [...] Brotó de pronto la idea de que el personaje que yo buscaba para José Suárez era el de un policía joven: allí estaba el sentimiento de honor y sacrificio. Santugini me habló del asunto: su idea de la amistosa pugna entre un policía novato y la experiencia de un veterano inspector, ambos dedicados a la persecución de una banda de malhechores.
Ignacio F. Iquino

Con tal de evitar posibles problemas con la censura se contó desde el principio con el asesoramiento técnico de Arturo Rosselló, miembro de la Dirección General de Seguridad, permitiendo esta el acceso a diferentes lugares de formación del Cuerpo, hecho que da más verosimilitud y realismo a la acción. Esta colaboración se ve reflejada en la inclusión, tras los títulos de crédito, de un rótulo de agradecimiento bastante explícito:

Esta película es un homenaje a la abnegación y heroísmo de todos los funcionarios de la policía española que, sin grandes alardes técnicos y contando con el "factor hombre" como máximo valor, está considerada como una de las mejores del mundo.

Como bien apunta Augusto M. Torres, la intención de Iquino para salvar «una censura que no ve con muy buenos ojos la existencia de malvados como los que aparecen en estas producciones en la victoriosa España del general Franco» es narrar la acción desde el punto de vista de la policía ensalzando el valor y alabando su labor. De esta manera se aprovecha «para dibujar con realismo unos ambientes y unos personajes imposibles de existir en otro contexto».
La película se estrenó en Barcelona el 4 de diciembre de 1950 en el cine Cristina, permaneciendo 14 días en cartel. En Madrid el estreno tuvo lugar el 8 de enero de 1951 y estuvo más tiempo en cartelera (35 días).
El rodaje en la calle de muchas escenas fue aprovechado para la publicidad del filme en la prensa. Se insertaron anuncios en que podía leerse:

¡USTED HA SIDO FILMADO! ¡Y PUEDE OBTENER UN PREMIO! Brigada criminal ha sido rodada en plena calle, con la cámara escondida en los lugares más inverosímiles. Por lo tanto es posible que usted, sin saberlo, intervenga como "extra" en alguna de sus escenas. Y si puede demostrar que usted ha sido filmado, contra la entrega de una butaca utilizada, será obsequiado con otras dos entradas para que sus familiares puedan admirarle en el primer film policíaco español.

En 1970, el propio Iquino produjo un remake no confesado, Investigación criminal, dirigido por Juan Bosch.